# Myotis peninsularis
El murciélago sudcaliforniano Myotis peninsularis es una especie de murciélago de la familia Vespertilionidae.

## Distribución geográfica
Se encuentra en México, endémico de la Región del Cabo en el estado de Baja California Sur.